# Officine Ermini Firenze
Officine Ermini Firenze è stato un costruttore italiano di automobili sportive con sede a Firenze.

## Storia
La società fu fondata da Pasquale Ermini nel 1932 con l'apertura della prima officina a Firenze, in via Campo D'Arrigo n°7, operando come preparatore delle vetture sportive dei piloti locali.
Il 1946 fu l'anno della svolta, mettendo a punto la sua prima vettura su base Fiat Alfa Romeo 2500 ss con la quale riuscì a conquistare il titolo di vicecampione italiano categoria Sport Maggiore. Sempre nel 1946 progettò e costruì la sua prima testa bialbero, da applicare al basamento Fiat 1100.
Nel 1947 fondò la Scuderia T.E.S.S. (testa emisferica super sport) con la quale conquistò il settimo posto assoluto alle Mille Miglia dello stesso anno.
A causa delle condizioni di salute del fondatore, la Ermini cessò la produzione nel 1956, continuando tuttavia, ad assicurare assistenza ai propri piloti fino al 1962, anno in cui chiuse definitivamente l'ultima officina di Viale Matteotti.

## Produzione
Ermini costruisce, tra il 1946 e il 1955, venti autovetture più un autotelaio:
- 1 Alfa Romeo 2500 SS Fiat Ermini"
- 10 Fiat Ermini “basamento Fiat testa bialbero Ermini”
- 16 Fiat Ermini derivate solo motore Fiat Ermini “Stanguellini, Fiat Bertone, Sighinolfi, Fiat Leone, Fiat Mantovani, Fiat 1100 Sala d'oro ect.”
- 10 Ermini “3 monoaccensione, 7 doppiaccensione compreso un autotelaio“
- 2 Ermini derivate “solo motore Ermini monoaccensione“

## La rinascita del marchio

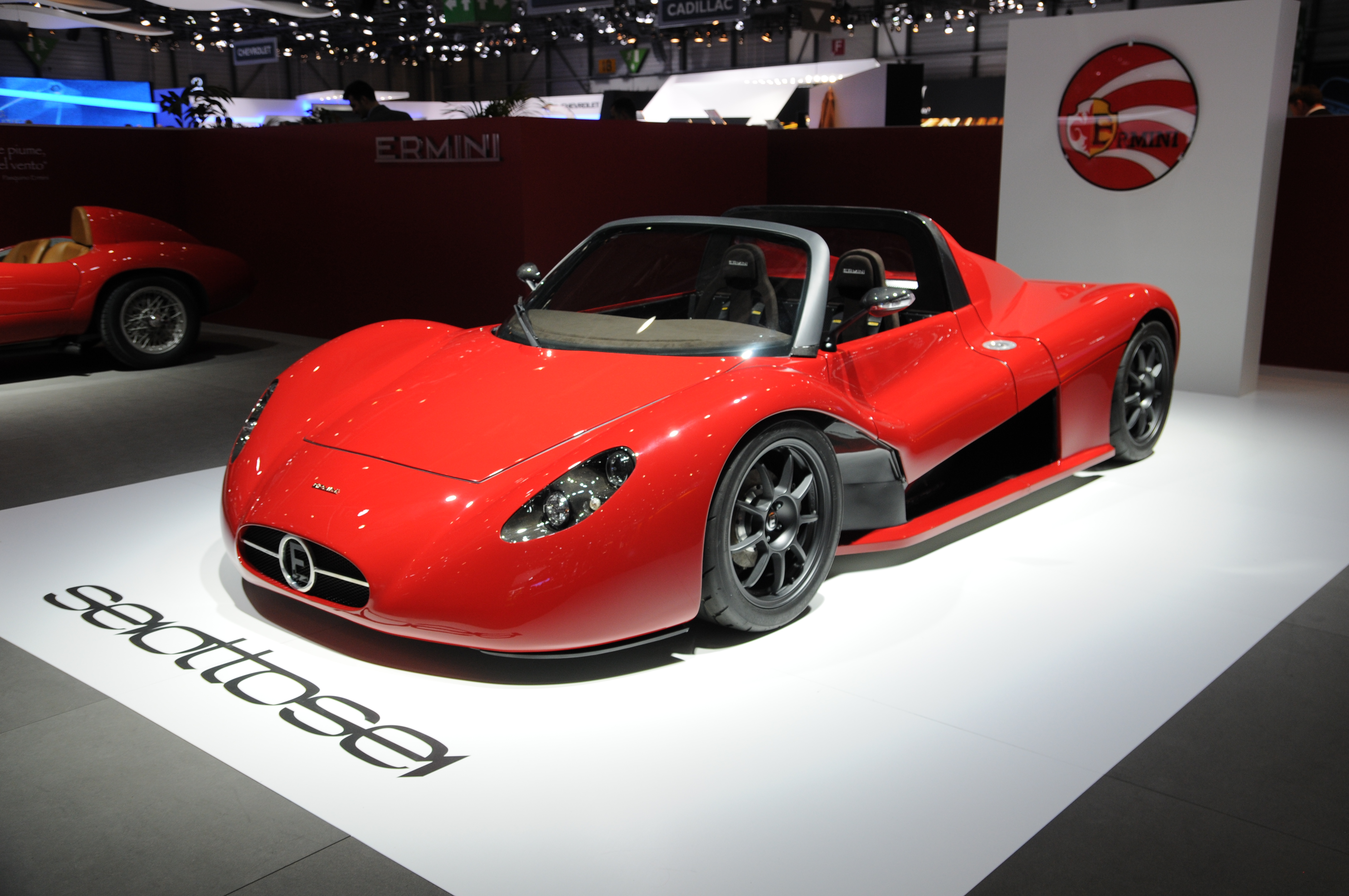
Ermini Seiottosei

Il marchio rinasce nel 2007. Nel 2014 viene presentata la Ermini Seiottosei. Il telaio è sviluppato dalla Osella sulla base dei suoi sport prototipi, con il design della carrozzeria di Giulio Cappellini ed equipaggiata con un motore Renault da 320 cavalli, con una produzione stimata di 9 esemplari.

## Galleria d'immagini

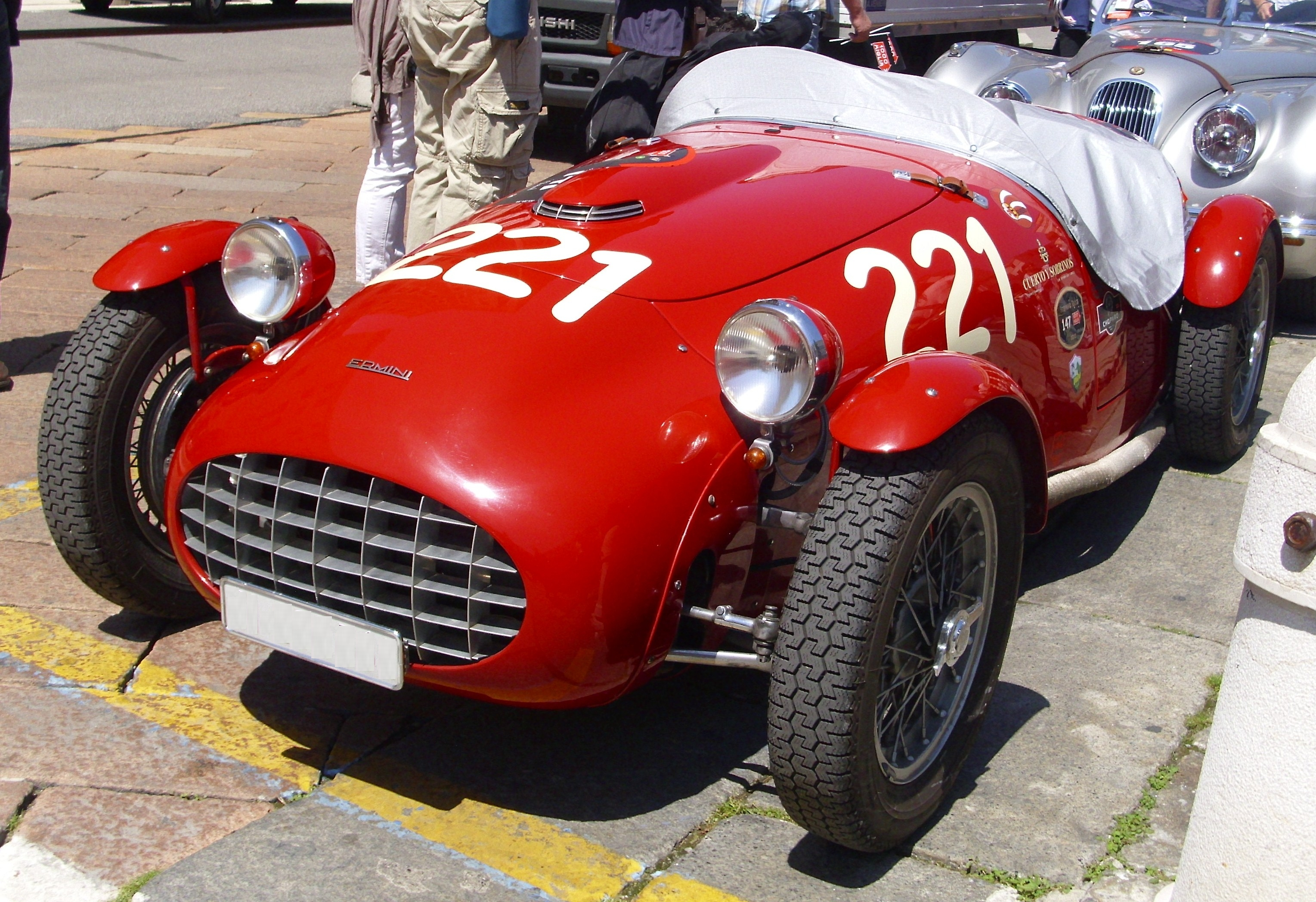
Ermini del 1951
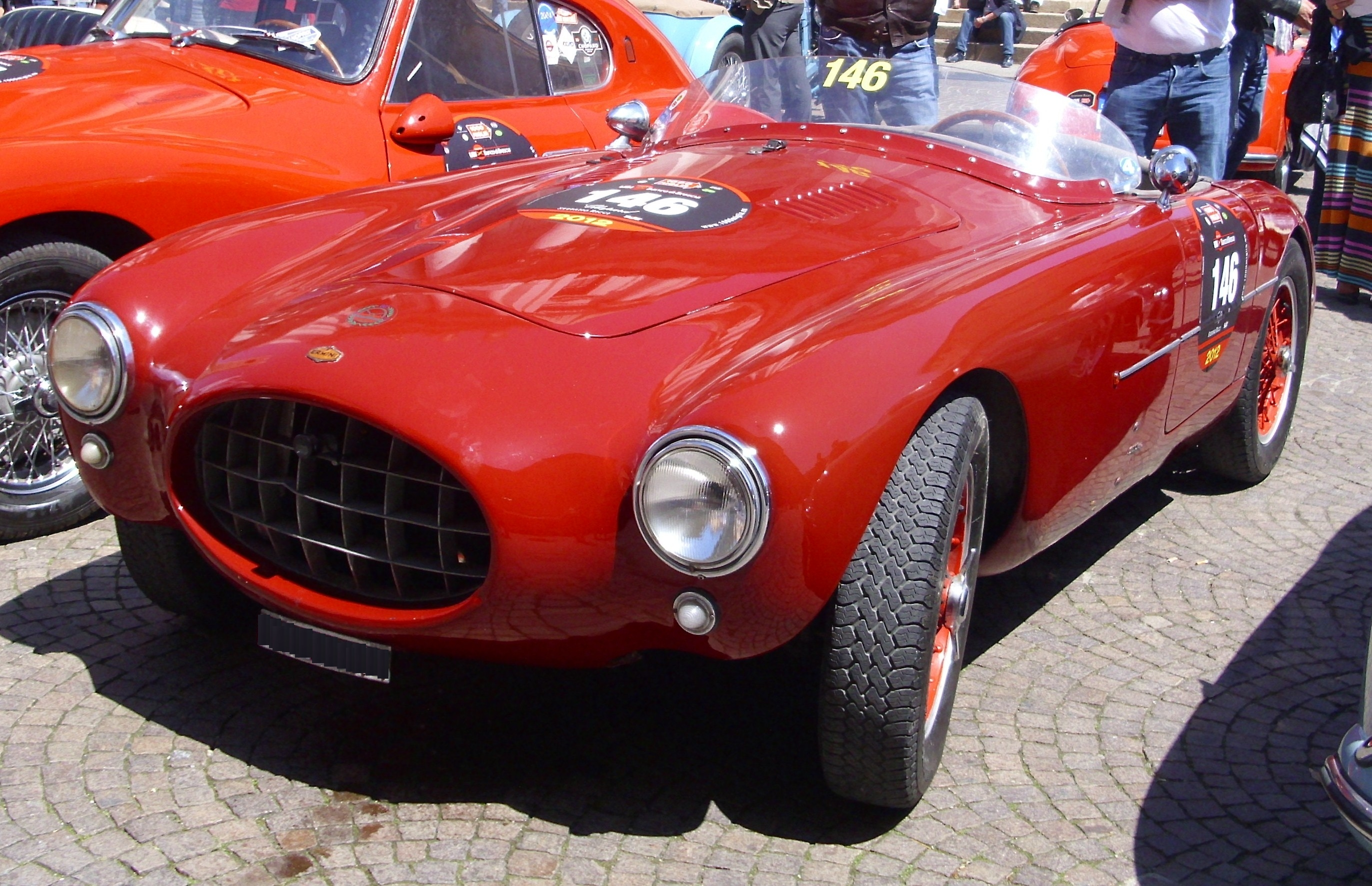
Ermini del 1952
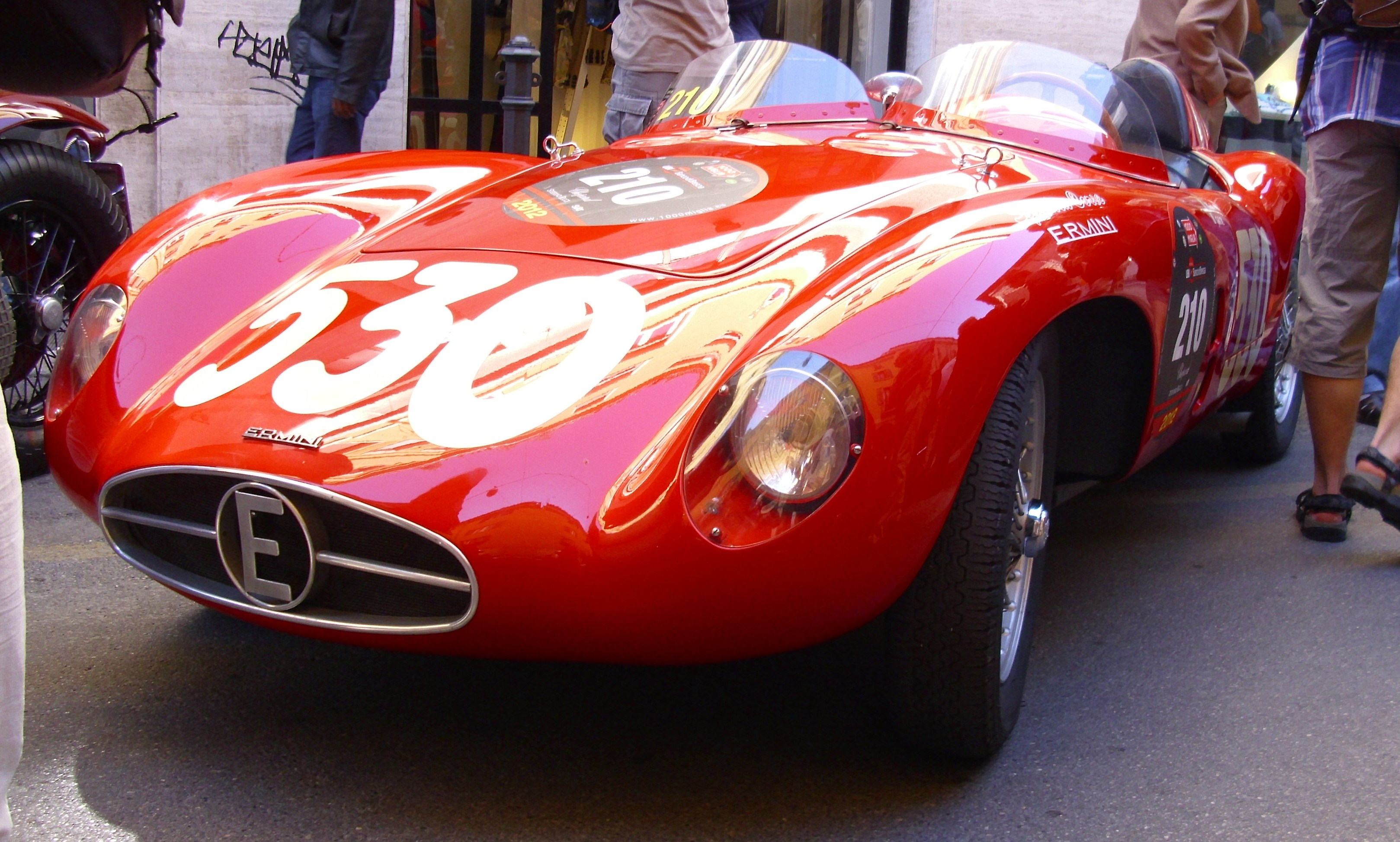
Ermini del 1955